# Ancistrobasis largoi
Ancistrobasis largoi là một loài ốc biển, là động vật thân mềm chân bụng sống ở biển thuộc họ Seguenziidae.